# グラシアス・ア・ディオス県
グラシアス・ア・ディオス県（スペイン語: Departamento de Gracias a Dios、「神に感謝」の意）は、ホンジュラスの県。県都はプエルト・レンピーラ（1975年以前はブルス・ラグーナ）である。かつての英領モスキート海岸保護領の一部で、1957年にそのホンジュラス領と西経85度より東のコロン県、オランチョ県の一部が合併し成立した。へんぴなため陸路でのアクセスは難しく、主要都市へは航空機が利用される。
総面積は1万6630平方キロ、人口は2005年の推計で7万6278人。国内で2番目に大きな県だが人口はまばらで、松林や沼沢地、熱帯雨林が広がる。しかし、開拓地の拡大が大自然の境界に脅威を及ぼしている。
ホンジュラス最大の湖、カラタスカ湖がある。

## 隣接する県
- 北カリブ自治地域
- オランチョ県
- コロン県

## 下位行政区
県は下記の6市からなる。
1. アウアス (Ahuas)
2. ブルス・ラグーナ (Brus Laguna)
3. フアン・フランシスコ・ブルネス (Juan Francisco Bulnes)
4. プエルト・レンピーラ (Puerto Lempira)
5. ラモン・ビジェーダ・モラレス (Ramón Villeda Morales)
6. ワンプシルピ (Wampusirpi)